# Кримка (метеорит)
Метеори́т «Кри́мка» (англ. Krymka) — кам'яний звичайний хондрит загальною вагою 40 кг. Один з трьох метеоритних дощів, що випав на території України
21 січня 1946 року о 18.00 годині поблизу сіл Кримка — Катеринка — Петрівка Кам'яномостівської сільської громади Первомайського району Миколаївської області відбулось падіння метеоритного дощу. Після падіння було зібрано 77 уламків загальною вагою 40 кг.